# Kiril Kawadarkow
Kiril Stojanow Kawardarkow (bulgarisch Кирил Кавадарков; * 7. August 1943 in Montana, Bulgarien; † 3. August 2025 in Sweschen) war ein bulgarischer Schauspieler.

## Leben
Kiril Kawardarkow schloss 1967 sein Schauspielstudium an der Nationalen Akademie für Theater- und Filmkunst „Krastjo Sarafow“ ab. Anschließend spielte er an Theatern in Pasardschik, Plowdiw, Warna und Dobritsch. Seit 1976 hat er ein Engagement am Nationaltheater „Iwan Wasow“. Für seine Darstellung des Gregori Soloman in dem Theaterstück Цената wurde er 1993 als bester Nebendarsteller mit dem bulgarischen Theaterpreis Asker ausgezeichnet. Parallel zu seiner Theaterkarriere war Kawardarkow seit 1968 mit seinem Debüt in Der Fall Painleve in mehreren Spielfilmen, wie An der Donau auf dem Trockenen, Mein Freund, der Pirat und in dem französischen Drama Die große Reise, auf der Leinwand zu sehen.

## Filmografie (Auswahl)
- 1968: Der Fall Painleve (Случаят Пенлеве)
- 1975: An der Donau auf dem Trockenen (Силна вода)
- 1976: Elfenreigen (Самодивско хоро)
- 1977: Es gibt nur eine Erde (Слънчев удар)
- 1981: Die schönste Frau von Tirnovo (Търновската царица)
- 1981: Mein Freund, der Pirat (Йо-хо-хо)
- 1983: Amoklauf (Мярка за неотклонение)
- 2004: Die große Reise (Le grand voyage)